# Ducati Streetfighter
La Streetfighter è una motocicletta della casa motociclistica Ducati, presentata all'EICMA nel 2008 ed in vendita dall'anno successivo. Fa parte delle cosiddette naked, cioè di quei veicoli sprovvisti di protezioni aerodinamiche. È stata eletta “Moto più bella del Salone di Milano 2008” e “Moto dell'anno 2009”.

## Descrizione
Il nome Streetfighter deriva da una tipologia di motociclette special nata nei primi anni 80. Queste venivano modificate dai preparatori che, partendo da motociclette da pista, le trasformavano in naked stradali sportive.
La prima generazione della Streetfighter adotta un telaio in traliccio di tubi derivato dalla Ducati 1098, ma la ciclistica è appositamente modificata per adattarsi all'impostazione naked a manubrio alto della moto. In particolare il forcellone monobraccio in alluminio è stato allungato di 35 mm mentre l'inclinazione del cannotto di sterzo viene portata a 25,6° contro i 24,5° della 1098.
Il motore è il bicilindrico Testastretta Evoluzione da 1099 cm³ e 155 CV, con cambio a 6 marce e frizione a secco.
Questa motocicletta è stata prodotta inizialmente in due varianti: Streetfighter e Streetfighter S. La prima adotta sospensioni Showa e cerchi in alluminio a 10 razze, mentre la versione S ha cerchi Marchesini in alluminio forgiato a 5 razze, sospensioni Öhlins con riporto al TiN sulla forcella, controllo di trazione DTC Ducati Traction Control, sistema acquisizione dati DDA e componenti in carbonio sulle sovrastrutture, per un peso a secco ridotto a 167 kg.
A partire dal 2011, Ducati sostituisce il modello base con la nuova Streetfighter 848, che si distingue per il propulsore Testastretta 11° da 849 cm³ e 132 CV. Il telaio è derivato dalla Ducati 848, ed è completato da un nuovo forcellone monobraccio in fusione d'alluminio. Tra le caratteristiche specifiche si annoverano anche la frizione in bagno d'olio, la forcella Marzocchi e il monoammortizzatore Sachs. Il controllo di trazione DTC Ducati Traction Control è ora di serie. È uscita ufficialmente dal listino Ducati nel 2015. 
All'EICMA 2019 viene presentata la nuova generazione Streetfighter V4, dotata del motore V4 Desmosedici Stradale da 1103 cm³ e 208 CV e ciclistica derivata dalla Panigale V4, tra cui l'innovativo telaio monoscocca in alluminio Front Frame. La dotazione elettronica è completa, con piattaforma inerziale a 6 assi, ABS cornering, cambio quick-shift up/down, sistemi per il controllo della trazione, dello slittamento e dell'impennata. La versione V4 S aggiunge le sospensioni semi-attive Öhlins Smart EC 2.0 e i cerchi forgiati a tre razze.

## Modelli
| Serie   | Modello             | Anni      | Motore                           |
| ------- | ------------------- | --------- | -------------------------------- |
| Prima   | Streetfighter       | 2009-2011 | Testastretta Evoluzione 1099 cm³ |
| Prima   | Streetfighter S     | 2009-2013 | Testastretta Evoluzione 1099 cm³ |
| Prima   | Streetfighter 848   | 2011-2015 | Testastretta 11° 849 cm³         |
| Seconda | Streetfighter V4    | 2020-     | Desmosedici stradale 1103 cm³    |
| Seconda | Streetfighter V4 S  | 2020-     | Desmosedici stradale 1103 cm³    |
| Seconda | Streetfighter V4 SP | 2022-     | Desmosedici stradale 1103 cm³    |
| Seconda | Streetfighter V2    | 2022-     | Superquadro 955 cm³              |